# ديف لونغ
ديف لونغ (بالإنجليزية: Dave Long)‏ هو لاعب كرة قدم أمريكية أمريكي، ولد في 6 سبتمبر 1944 في جيفرسون في الولايات المتحدة.

## وصلات خارجية
- ديف لونغ على موقع مرجع كرة القدم المحترفة.كوم (الإنجليزية)